# Championnat du monde d'endurance moto 2012
Navigation
Édition précédente Édition suivante
La saison 2014 du Championnat du monde d'endurance moto est la 33e édition de cette compétition. Elle se déroule du 13 avril au 8 septembre 2012. 

## Calendrier
| N° | Date            | Course                  | Circuit                         | Lieu                | État, Pays |
| -- | --------------- | ----------------------- | ------------------------------- | ------------------- | ---------- |
| 1  | 14 & 15 avril   | Bol d'or                | Circuit de Nevers Magny-Cours   | Magny-Cours         | France     |
| 2  | 9 juin          | 8 Heures de Doha        | Circuit international de Losail | Doha                | Qatar      |
| 3  | 29 juillet      | 8 Heures de Suzuka      | Circuit de Suzuka               | Suzuka              | Japon      |
| 4  | 11 août         | 8 Heures d'Oschersleben | Motorsport Arena Oschersleben   | Oschersleben (Bode) | Allemagne  |
| 5  | 8 & 9 septembre | 24 Heures du Mans       | Circuit des 24 Heures           | Le Mans             | France     |

## Classement

### Attribution des points
| Points | 60 | 50 | 44 | 37 | 32 | 26 | 20 |